# Elsa (Teksas)
Elsa je grad u američkoj saveznoj državi Teksas. Prema popisu stanovništva iz 2010. u njemu je živjelo 5.660 stanovnika.